# Cryptocephalus elegantulus
Cryptocephalus elegantulus is een keversoort uit de familie bladkevers (Chrysomelidae). De wetenschappelijke naam van de soort werd in 1807 gepubliceerd door Gravenhorst.